# Hysteropterum angustum
Hysteropterum angustum är en insektsart som beskrevs av Melichar 1906. Hysteropterum angustum ingår i släktet Hysteropterum och familjen sköldstritar. Inga underarter finns listade i Catalogue of Life.